# Margaretta buski
Margaretta buski är en mossdjursart som beskrevs av Harmer 1957. Margaretta buski ingår i släktet Margaretta och familjen Margarettidae.
Artens utbredningsområde är Mexikanska golfen. Inga underarter finns listade i Catalogue of Life.